# Castellar del Vallès (ort)
Castellar del Vallès är en ort i Spanien.   Den ligger i provinsen Província de Barcelona och regionen Katalonien, i den östra delen av landet, 500 km öster om huvudstaden Madrid. Castellar del Vallès ligger 299 meter över havet och antalet invånare är 23 002.
Terrängen runt Castellar del Vallès är kuperad åt nordost, men åt sydväst är den platt. Runt Castellar del Vallès är det mycket tätbefolkat, med 1 573 invånare per kvadratkilometer. Närmaste större samhälle är Terrassa, 7,8 km sydväst om Castellar del Vallès. 